# Gilbert Le Chenadec
Gilbert Le Chenadec (* 13. Juli 1938 in Languidic, Département Morbihan) ist ein ehemaliger französischer Fußballspieler und -trainer.

## Spielerkarriere
Gilbert Le Chenadec spielte als Kind und Jugendlicher beim Amateurverein US Montagnarde an seinem Wohnort Inzinzac-Lochrist. Von 1956 an vertrat er die Farben des benachbarten FC Lorient, der damals gleichfalls im Amateurbereich zuhause war. Zwei Jahre später holte ihn von dort der FC Nantes, wo er ab 1961 in die Zweitligamannschaft eingebaut wurde und sich – insbesondere, nachdem der neue Trainer José Arribas ab 1960 sein Konzept eines variablen, attraktiven Angriffsfußballs umsetzte – zu einem „spielintelligenten Innenverteidiger“ entwickelte, der die Mischung aus „defensiver Solidität und Spielvermögen besaß, die in einem offensiven System erforderlich ist“. In der Anfangszeit spielte Le Chenadec an der Seite „gestandener Profis“ wie Thadée Cisowski, Pierre Grillet oder André Strappe, von deren Erfahrungen sich der Youngster einiges abgucken konnte, die aber nur kurzzeitig ihre Brötchen in Nantes verdienten. Dafür wuchs dort eine junge Mannschaft zusammen, deren Gerüst aus etlichen nahezu Gleichaltrigen bestand, die sich teilweise schon jahrelang kannten; dazu zählten Daniel Éon, Jean-Claude Suaudeau, Philippe Gondet, Bernard Blanchet, Gabriel De Michèle und Gilbert Le Chenadec, der 1962 einen Profivertrag bekam. Dessen Aufgabe charakterisierte Trainer Arribas 1963:

„Er gewährleistet die Flexibilität unseres Spielsystems. [Vor allem bei Auswärtsspielen] hat er eher defensive Arbeiten zu verrichten. Aber zugleich muss er unser Angriffsspiel ankurbeln und die Bälle an unsere Stürmer verteilen.“

Am Ende der Saison 1962/63 belegten die „Canaris“ – bis ins 21. Jahrhundert die geläufige Bezeichnung der in gelben Trikots antretenden Elf – Rang zwei und stiegen erstmals in der Vereinsgeschichte in die höchste Spielklasse auf. Dies zog weitere junge Talente wie Robert Budzynski – in den folgenden Jahren Le Chenadecs Partner im Zentrum der Abwehr-Viererkette – und Jacques Simon, dazu mit Ramón Muller und Robert Siatka auch zwei erfahrene Profis an die Loire, und nachdem die Mannschaft ihre erste Saison auf einem achtbaren achten Platz abgeschlossen hatte, gewann sie 1965 überraschend den Meistertitel. Nach Saisonende bewertete die Fachzeitschrift France Football Nantes’ einzelne Spieler und nannte Gilbert Le Chenadec „ein Beispiel außerordentlicher Konstanz“. Ein Jahr darauf konnten die Canaris diesen Titel mit großem Vorsprung verteidigen, und Le Chenadec hätte dem Doppelerfolg beinahe auch gleich noch den Gewinn des Landespokals hinzugefügt; im Endspiel, das Nantes eine Stunde lang praktisch zu Zehnt bestreiten musste – Muller verletzte sich früh, durfte nicht ausgewechselt werden und humpelte an der Seitenlinie entlang –, gewann dann allerdings Gegner Racing Strasbourg mit 1:0. 1967 wurde Le Chenadec mit dem FC Nantes zwar nur Vizemeister hinter der AS Saint-Étienne, aber dafür nominierte ihn Nationaltrainer Just Fontaine erstmals für die französische A-Nationalmannschaft. Nach dem 2:4 gegen die UdSSR endete für den Trainer seine kurze Karriere an der Spitze der Bleus, und auch der Abwehrspieler wurde nicht wieder in diesen Kreis berufen.
Gleich anschließend wechselte Le Chenadec nach 129 Punktspielen in der Division 1, in denen er neun Tore erzielt hatte, zum Ligakonkurrenten FC Metz. Dort spielte er in den folgenden beiden Jahren zwar auch im oberen Tabellendrittel, wurde in seiner zweiten Saison mit den Lothringern immerhin Dritter, aber in Reichweite eines Titels kam die Mannschaft dabei nicht. Ab 1969 lief er für die AS Angoulême auf, mit der er zehn Monate später in der Meisterschaft Vierter wurde. Als die ASA in der folgenden Saison nur knapp dem Abstieg entging, holte ihn der ambitionierte Zweitdivisionär Racing Paris-Joinville, der allerdings 1972 sogar absteigen musste. Daraufhin beendete Gilbert Le Chenadec nach insgesamt 252 Erst- (14 Treffer) und 77 Zweitligaeinsätzen (ein Tor) seine Profikarriere, in der er es auch auf sieben Spiele in den europäischen Vereinswettbewerben gebracht hat. Für den FC Nantes stand er im Landesmeisterpokal bei sämtlichen sechs Begegnungen 1965/66 und 1966/67 gegen Partizan Belgrad, KR Reykjavík und Celtic Glasgow auf dem Feld, und auch bei Angoulêmes einzigem internationalen Auftritt – im Messestädte-Pokal 1970/71 – bestritt er eine der beiden Partien gegen Vitória Guimarães.

### Stationen
- 1951–1956: US Montagnarde (als Jugendlicher)
- 1956–1958: FC Lorient (im Amateurbereich)
- 1958–1967: FC Nantes (ab 1961 in der Ligamannschaft, bis 1963 in D2)
- 1967–1969: FC Metz
- 1969–1971: AS Angoulême
- 1971/72: Racing Paris-Joinville (in D2)

## Tätigkeiten nach der Zeit als Profi
Gilbert Le Chenadec kehrte in die Bretagne und zu seinem ersten Verein zurück; bei der US Montagnarde war er sogar als 40-jähriger Spielertrainer noch aktiv am mehrfachen Aufstieg bis in die dritte Liga (darin erstmals 1979/80) beteiligt. Hauptberuflich arbeitete er als Repräsentant des Sportbekleidungsherstellers Le Coq Sportif. Inzwischen lebt Le Chenadec als Rentner in Sucé-sur-Erdre und trainierte noch bis mindestens 2004 die Ligamannschaft eines unterklassigen Amateurklubs aus Guenruet.

## Palmarès
- Französischer Meister: 1965, 1966 (und Vizemeister 1967)
- Französischer Pokal: Finalist 1966